# Inspektion der Kriegsschulen (Preußen)
Die Inspektion der Kriegsschulen war eine militärische Behörde der Preußischen Armee.

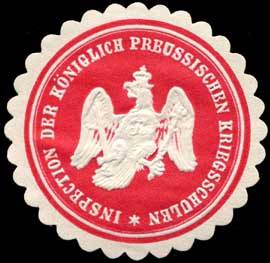
Siegelmarke der Inspektion der Kriegsschulen

## Geschichte
Durch AKO vom 29. Dezember 1874 wurde zum 1. Januar 1875 zur besonderen Leitung der Angelegenheiten der Kriegsschulen die Inspektion der Kriegsschulen gebildet. Sie hatte ihren Sitz in Berlin, war der Generalinspektion des Militärerziehungs- und Bildungswesens unterstellt und hatte die Aufgabe, den Dienstbetrieb, Unterricht, die Handhabung der Disziplin sowie die persönlichen Verhältnisse der Schüler zu überwachen. Ferner nahm sie Einfluss bei der Besetzung der Lehrerstellen und verantwortete den Hauptteil der Verwaltungsgeschäfte der Kriegsschulen.
An der Spitze der Behörde stand ein Inspekteur mit den Befugnissen eines Brigadekommandeurs, der zugleich auch als Vorsitzender der Studienkommission für die Kriegsschulen fungierte.
Bei der Mobilmachung anlässlich des Ersten Weltkriegs wurde die Behörde am 1. August 1914 aufgelöst.

## Inspekteure
| Dienstgrad                          | Name                     | Datum                                  |
| ----------------------------------- | ------------------------ | -------------------------------------- |
| Generalmajor/Generalleutnant        | Eberhard von Hartmann    | 28. Januar 1875 bis 30. November 1881  |
| Generalmajor/Generalleutnant        | Karl von Schlippenbach   | 01. Dezember 1881 bis 13. August 1886  |
| Generalleutnant                     | Albert von Mischke       | 14. August 1886 bis 25. April 1889     |
| Generalmajor                        | Bernhard von Brauchitsch | 26. April 1889 bis 19. September 1890  |
| Oberst/Generalmajor/Generalleutnant | Robert von Oidtman       | 20. September 1890 bis 8. Juni 1900    |
| Generalmajor/Generalleutnant        | Karl von Gall            | 16. Juni 1900 bis 18. Juni 1902        |
| Generalleutnant                     | Gustav von Seckendorff   | 19. Juni 1902 bis 27. November 1905    |
| Generalleutnant                     | Oskar von Rohrscheidt    | 28. November 1905 bis 7. Juni 1906     |
| Generalmajor/Generalleutnant        | Kurt von Medem           | 08. Juni 1906 bis 8. September 1908    |
| Generalmajor/Generalleutnant        | Max von Wallenberg       | 09. September 1908 bis 26. Januar 1912 |
| Generalmajor/Generalleutnant        | Adalbert von Falk        | 27. Januar 1912 bis 1. August 1914     |